# オーサムアゲイン
オーサムアゲイン (Awesome Again) とはカナダ生産、アメリカ合衆国の競走馬、種牡馬。主な勝ち鞍に1998年のブリーダーズカップ・クラシック、ホイットニーハンデキャップ。

## 競走馬時代
- 特記事項なき場合、本節の出典はEQIBASE[2]

1997年5月25日、ハリウッドパーク競馬場のメイドン競走でデビューして3着。6月ハリウッドパークの2戦目で勝ちあがる。3戦目としてウッドバイン競馬場のクイーンズプレートに出走し優勝、サラトガ競馬場に転戦してジムダンディステークスを制するが、続くトラヴァーズステークスとルイジアナダウンズ競馬場でのスーパーダービーは、ともにデピュティコマンダーの前に3着、5着という結果に終わる。3歳の残りのシーズンは休養に充てられた。
古馬となった翌1998年5月にチャーチルダウンズ競馬場のアローワンス競走で復帰して勝ち上がると、続くG2競走スティーヴンフォスターハンデキャップもシルバーチャームを下して勝ち、ホイットニーハンデキャップではテイルオブザキャットを破ってG1競走初制覇と成す。サラトガブリーダーズカップハンデキャップとG3競走ホーソーンゴールドカップハンデキャップをも勝って重賞4連勝、1998年に入って負け知らずのままブリーダーズカップ・クラシックに駒を進めた。G1競走優勝馬8頭が顔をそろえたブリーダーズカップ・クラシックでは、8頭のうちのシルバーチャーム、スウェイン、コロナドズクエストを前に置いてレースを進めたが、最後の直線走路でシルバーチャームとスウェインが外側の進路に進んだ間隙を突き駆け抜けてシルバーチャームに4分の3馬身差つけて優勝。1998年シーズンは不敗で、そのまま引退した。

## 競走成績
以下の内容は、EQIBASEの情報および記載法に基づく。
| 出走日         | 競馬場             | 競走名                       | 格 | 距離  | 着順 | 騎手            | タイム   | 着差      | 勝ち馬/（2着馬）    |
| -------------- | ------------------ | ---------------------------- | -- | ----- | ---- | --------------- | -------- | --------- | ------------------- |
| 1997年05月25日 | ハリウッドパーク   | メイドン                     |    | D7f   | 3着  | C. マッキャロン |          | 3 1/2馬身 | One Man Army        |
| 1997年06月05日 | ハリウッドパーク   | メイドン                     |    | D8.5f | 1着  | C. マッキャロン | 01:42.29 | 6馬身     | （Tripleprized）    |
| 1997年06月29日 | ウッドバイン       | クイーンズプレート           |    | D10f  | 1着  | M. スミス       | 02:04.20 | 3 1/2馬身 | （Cryptocloser）    |
| 1997年08月03日 | サラトガ           | ジムダンディS                | G2 | D9f   | 1着  | M. スミス       | 01:51.16 | 3馬身     | （Glitman）         |
| 1997年08月23日 | サラトガ           | トラヴァーズS                | G1 | D10f  | 3着  | M. スミス       |          | 7馬身     | Deputy Commander    |
| 1997年09月28日 | ルイジアナダウンズ | スーパーダービー             | G1 | D10f  | 5着  | M. スミス       |          | 7 1/2馬身 | Deputy Commander    |
| 1998年05月22日 | チャーチルダウンズ | アローワンス                 |    | D8f   | 1着  | S. セラーズ     | 01:36.35 | 7馬身     | （Democrt）         |
| 1998年06月13日 | チャーチルダウンズ | スティーヴンフォスターH      | G2 | D9f   | 1着  | P. デイ         | R1:48.61 | 1馬身     | （Silver Charm）    |
| 1998年08月08日 | サラトガ           | ホイットニーH                | G1 | D9f   | 1着  | P. デイ         | 01:49.61 | 3馬身     | （Tale of the Cat） |
| 1998年08月03日 | サラトガ           | サラトガブリーダーズカップH  | G2 | D10f  | 1着  | P. デイ         | 02:03.14 | 3馬身     | （Concerto）        |
| 1998年10月01日 | ホーソン           | ホーソンゴールドカップH      | G3 | D10f  | 1着  | P. デイ         | 02:02.71 | 1 3/4馬身 | （Unruled）         |
| 1998年11月07日 | チャーチルダウンズ | ブリーダーズカップクラシック | G1 | D10f  | 1着  | P. デイ         | 02:02.16 | 3/4馬身   | （Silver Charm）    |

## 引退後
引退後はアデナスプリングスで種牡馬となり、2004年には産駒のゴーストザッパーがブリーダーズカップ・クラシックを優勝して親子制覇を果たし、その他ジンジャーパンチ（2007年ディスタフ）、ウィルコ（2004年ジュヴェナイル）、ラウンドポンド（2006年ディスタフ）を加えて計4頭のブリーダーズカップ優勝馬を送り出した。2011年に疝痛を起こして緊急の開腹手術を受けたこともあったが、大事には至らなかった。2019年の種付けシーズン後に種牡馬生活から退いたが、その時点で重賞優勝馬38頭、そのうちG1競走優勝馬は14頭を数えた。
種牡馬引退後の2020年10月に功労馬牧場であるオールドフレンズに移っていたが、それから間もなくの2020年12月15日に死亡した。26歳であった。

### 代表産駒
※G1競走勝利馬のみ記載
- 2000年産
  - ゴーストザッパー (Ghostzapper) - ブリーダーズカップ・クラシック、メトロポリタンハンデキャップ、ヴォスバーグステークス、ウッドワードステークス[4][6]
  - トケット (Toccet) - シャンペンステークス、ハリウッドフューチュリティ[7]

- 2002年産
  - ウィルコ (Wilko) - ブリーダーズカップ・ジュヴェナイル[4][8]
  - ラウンドポンド (Round Pond) - ブリーダーズカップ・ディスタフ、エイコーンステークス[4][9]
  - スパンシュガー (Spun Sugar) - アップルブロッサムハンデキャップ、ゴーフォーワンドハンデキャップ[10]
  - ドバイエスカペイド (Dubai Escapade) - バレリーナステークス[11]
- 2003年産
  - オーサムジェム (Awesome Gem) - ハリウッド金杯[12]
  - シュガーシェイク (Sugar Shake) - サンタマリアハンデキャップ[13]
  - ジンジャーパンチ (Ginger Punch) - ブリーダーズカップ・ディスタフ、ゴーフォーワンドハンデキャップ2勝[4][14]
- 2004年産
  - ダーハー (Daaher) - シガーマイルハンデキャップ[15]
- 2007年産
  - ゲームオンデュード (Game On Dude) - サンタアニタハンデキャップ3勝、ハリウッド金杯2勝、グッドウッドステークス、オーサムアゲインステークス、パシフィッククラシックステークス[4][16]

- 2009年産
  - ペインター (Paynter) - ハスケルインビテーショナルステークス[17]
- 2010年産
  - オクスボウ (Oxbow) - プリークネスステークス[18]
- 2015年産
  - カウントアゲイン (Count Again) - フランクE.キルローマイルステークス、シューメイカーマイルステークス
- 2016年産
  - サーウィンストン (Sir Winston) - ベルモントステークス[19]

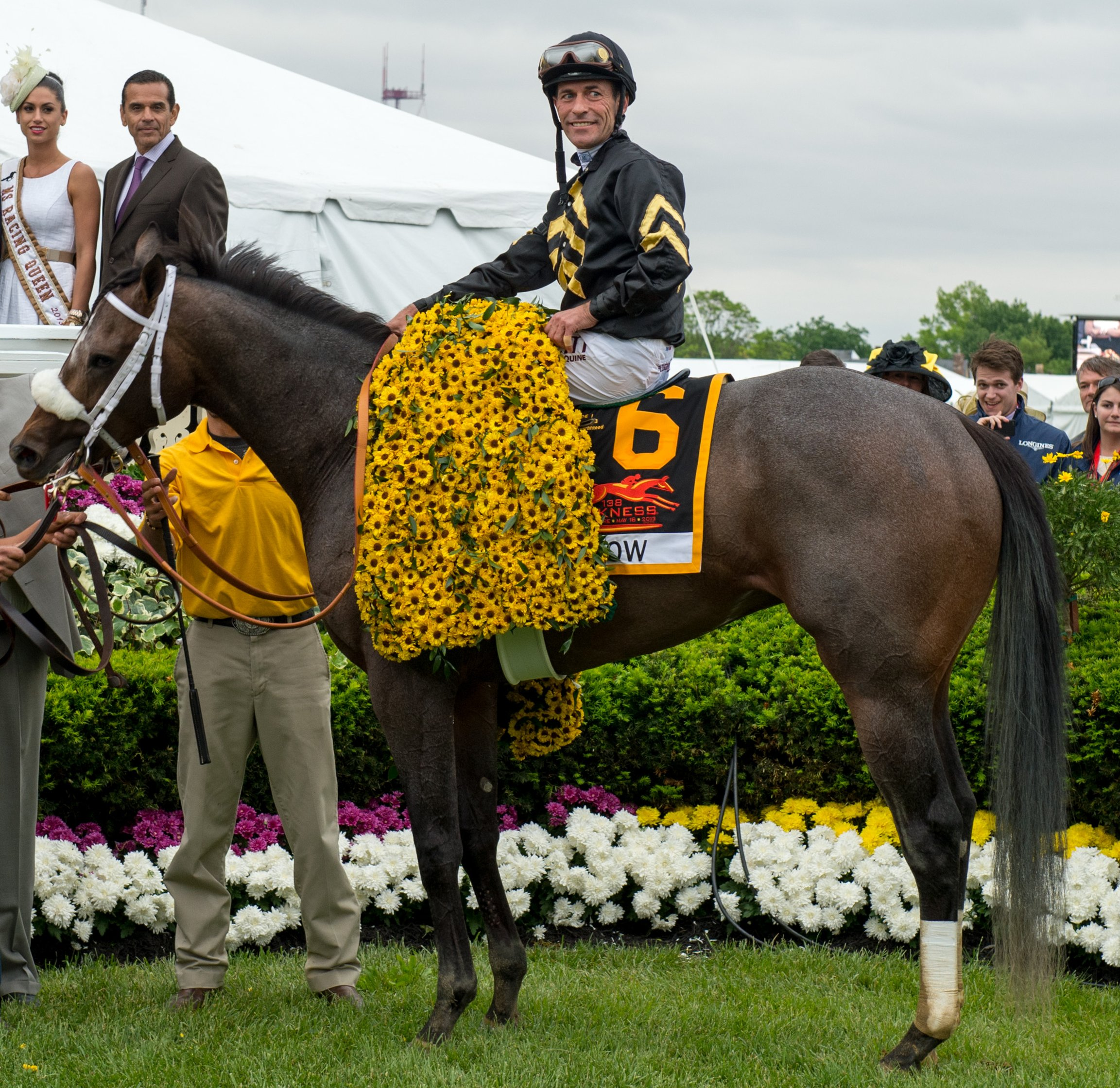
オクスボウ（2010年生）

### ブルードメアサイアーとしてのおもな産駒
- アクセラレート / Accelerate（ブリーダーズカップ・クラシック、パシフィッククラシックステークス、ゴールドカップアットサンタアニタステークス、サンタアニタハンデキャップ、オーサムアゲインステークス） - 父Lookin at Lucky、母Issues[4][20]
- オーサムマライア / Awesome Maria（オグデンフィップスステークス） - 父Maria's Mon、母Discreetly Awesome[21]
- パワースクイーズ / Power Squeeze（アラバマステークス） - 父Union Rags、母Callmethesqueeze[22]
- ハイランドフォールズ / Highland Falls（ジョッキークラブゴールドカップ） - 父Curlin、母Round Pond[23]
- ローマンレジェンド（東京大賞典、エルムステークス2回、みやこステークス） - 父スペシャルウィーク、母パーソナルレジェンド[24]
- ミラクルレジェンド（エンプレス杯、レパードステークス、クイーン賞、マリーンカップ） - 父フジキセキ、母パーソナルレジェンド[25]
- ルージュバック（きさらぎ賞、エプソムカップ、毎日王冠、オールカマー） - 父マンハッタンカフェ、母ジンジャーパンチ[26]
- ポタジェ（大阪杯） - 父ディープインパクト、母ジンジャーパンチ
- アラジンバローズ（サマーチャンピオン）- 父ハーツクライ[27]

## 血統表
| オーサムアゲインの血統         | オーサムアゲインの血統                  | オーサムアゲインの血統                  | （血統表の出典）                        | （血統表の出典） |
| 父系                           | デピュティミニスター系                  | デピュティミニスター系                  | デピュティミニスター系                  | [ § 2 ]          |
| 父 Deputy Minister 1979 黒鹿毛 | 父の父Vice Regent 1967 栗毛             | Northern Dancer                         | Nearctic                                | Nearctic         |
| 父 Deputy Minister 1979 黒鹿毛 | 父の父Vice Regent 1967 栗毛             | Northern Dancer                         | Natalma                                 |                  |
| 父 Deputy Minister 1979 黒鹿毛 | 父の父Vice Regent 1967 栗毛             | Victoria Regina                         | Menetrier                               | Menetrier        |
| 父 Deputy Minister 1979 黒鹿毛 | 父の父Vice Regent 1967 栗毛             | Victoria Regina                         | Victoriana                              |                  |
| 父 Deputy Minister 1979 黒鹿毛 | 父の母Mint Copy 1970 黒鹿毛             | Bunty's Flight                          | Bunty Lawless                           | Bunty Lawless    |
| 父 Deputy Minister 1979 黒鹿毛 | 父の母Mint Copy 1970 黒鹿毛             | Bunty's Flight                          | Broomflight                             |                  |
| 父 Deputy Minister 1979 黒鹿毛 | 父の母Mint Copy 1970 黒鹿毛             | Shankey                                 | Jabneh                                  | Jabneh           |
| 父 Deputy Minister 1979 黒鹿毛 | 父の母Mint Copy 1970 黒鹿毛             | Shankey                                 | Grass Shack                             |                  |
| 母 Primal Force 1987 鹿毛      | 母の父Blushing Groom 1974 栗毛          | Red God                                 | Nasrullah                               | Nasrullah        |
| 母 Primal Force 1987 鹿毛      | 母の父Blushing Groom 1974 栗毛          | Red God                                 | Spring Run                              |                  |
| 母 Primal Force 1987 鹿毛      | 母の父Blushing Groom 1974 栗毛          | Runaway Bride                           | Wild Risk                               | Wild Risk        |
| 母 Primal Force 1987 鹿毛      | 母の父Blushing Groom 1974 栗毛          | Runaway Bride                           | Aimee                                   |                  |
| 母 Primal Force 1987 鹿毛      | 母の母Prime Prospect 1978 鹿毛          | Mr. Prospector                          | Raise a Native                          | Raise a Native   |
| 母 Primal Force 1987 鹿毛      | 母の母Prime Prospect 1978 鹿毛          | Mr. Prospector                          | Gold Digger                             |                  |
| 母 Primal Force 1987 鹿毛      | 母の母Prime Prospect 1978 鹿毛          | Square Generation                       | Olden Times                             | Olden Times      |
| 母 Primal Force 1987 鹿毛      | 母の母Prime Prospect 1978 鹿毛          | Square Generation                       | Chavalon                                |                  |
| 母系(F-No.)                    | (FN:1-c)                                | (FN:1-c)                                | (FN:1-c)                                | [ § 3 ]          |
| 5代内の近親交配                | Nearco5×5=6.25%、Native Dancer5×5=6.25% | Nearco5×5=6.25%、Native Dancer5×5=6.25% | Nearco5×5=6.25%、Native Dancer5×5=6.25% | [ § 4 ]          |
| 出典                           | 1. 2. 3. 4.                             | 1. 2. 3. 4.                             | 1. 2. 3. 4.                             | 1. 2. 3. 4.      |

- 半弟にマッチョウノ（ブリーダーズカップジュヴェナイル）[29]。